# マジムリ学園
『マジムリ学園』（マジムリがくえん）は、2018年7月26日から9月27日まで日本テレビで放送されていたテレビドラマである。AKB48グループが出演するマジすか学園シリーズの第7作であり、主演は小栗有以が務める。

## 概要
2016年10月期の『キャバすか学園』に続く、マジすか学園シリーズの連続ドラマ第7作であり、現時点でのマジすか学園シリーズ最新作である。AKB48チーム8の小栗有以が連続ドラマで初主演を務める。
第1話放送終了後より、2話以降はHuluで一週間先行配信された。またHuluでは舞台裏をメンバー自らリポートするセルフメイキング動画も同時配信されている。
なお、マジすか学園シリーズとしては『マジすか学園3』と同じく他のシリーズとの関連が全くない完全新作である他、シリーズで初めて登場人物の本名が全員演者とは違う設定になっている。

## キャスト

### 嵐ヶ丘学園
ユートピア嵐ヶ丘にある私立高校。これまでのマジすか学園シリーズとは違い不良校ではない他、女子校ではなく男女共学である。ただし親の職業や財産に基づいた「選民」「平民」という明確な階級に基づくヒエラルキーが存在し、教師も表立っては介入できない。第7話からは生徒会により反抗的な平民を懐柔するための新しい身分「名誉選民（選民並みの待遇を受けられる平民）」が作られ、第8話では名誉選民に平民を取り締まらせる制度が確立された（親衛隊と名誉選民は特殊警棒を装備）。制服は階級ごとに異なるが生徒会メンバーはそれぞれ別のデザインの物を着ている。

#### 華組
全員1年生でありクラスメイト。後に加入したアインツとツヴァイは2年生、ミズキは嵐ヶ丘学園の生徒ではなく年齢も不明。リリィーの登場を契機として、生徒会の支配に抗い結成された。
全員リリィーに倣い、スカートの裾の裏地に名前に対応した花の刺繍（ヒナはデイジー）をしている他、メンバーおよび支持者はメンバー4人（リリィー、ヒナ、バラ、スミレ）の花を図案化した紋章（新生徒会の紋章にする予定）のワッペンを胸につける（最終話では外す。）
第5話から、休部のため使われていなかった写真部の部室を「新しい生徒会室」とするが、そこでかつて革命を試みた先輩たちの残した資料を発見する。
第6話では支持する平民と共に革命決起集会を開き、第7話では新しい生徒会を作るための革命として全校生徒過半数の署名を集めたが、ヒナや支持層だった平民の多数が生徒会の懐柔策によって裏切り、革命は失敗してしまう。
第8話でリリィーが去った後も彼女の行方を捜すと共に小規模ながらも活動は続けていた（この時期にスミレが復帰すると共にアインツとツヴァイが正式加入）。
第9話ではラマンの提案で神崎ランド社長の講演会でカイザーの悪政を直訴する手段に打って出る。これが功を奏し最終話で生徒会が解散、革命を成功させた。
アインツとツヴァイに関しては#生徒会、ミズキに関しては#東京を参照。
リリィー / 清水 小百合（）
演 - 小栗有以
謎の転校生。これまでのマジすか学園シリーズ主人公とは違いヤンキーではない。
制服のスカートの裾の裏地に百合の花の刺繍がある（母も昔同じ刺繍をしていた）。
決め台詞は「私の前に立つんじゃねえ」「百合の花を見納めに、地獄へ行きな！」（フィニッシュ時に言う）。
ファイトスタイルは打撃をベースとしたオーソドックスなものだが、戦況に応じて投げ技や関節技も多用するのが特徴（これまでのマジすか学園シリーズ主人公にはあまり見られない）。
雷残丸や怪力ギガントコングのような巨体の相手と戦う時は、相手の力や体格差を利用した技を使う場面も見られた。
必殺技は右回し蹴り（番組ロゴマークや主題歌の歌詞にも描写されている）で、低い姿勢の相手の頭に叩き込んでフィニッシュにすることが多い（これを食らって倒されなかった相手はいない）が立っている相手にハイキックで当てることもある他、カバにはジャンプして当てている。
戦う相手以外には基本的に敬語で話すが、東京で知り合った仲間3人に対してはくだけた話し方をしている。
仕事の依頼を受ける際は相手のその場での所持金全額（金額は問わない）を報酬として請求する（理由は後述）。
当初は華組と距離を置いていたが、スミレが狂犬ジャックに刺される事件を機に加入、リーダーとなる（後述の母の教えと狂犬ジャックの刃物の使用から）。
元々はよその母子家庭で育ち、母の清水 弓子（）から「強い人と弱い人がいたら弱い人につきなさい」「憎しみからは何も産まれない」と教えを受けていた。
だが自宅で母が包丁で刺殺される事件が起き兄の清水 雄太（）が犯人として逮捕される。
嵐ヶ丘には殺害現場に落ちていた血まみれの嵐ヶ丘カード（嵐ヶ丘にあるすべての店舗で使用できるポイントカード）を手掛かりに、真犯人を探すために転校してきた。また、仕事の依頼で必ず報酬を受け取るのは兄の弁護士依頼費用を稼ぐためである（上記の事情を知ったカイザーに費用を肩代わりするのと引き換えに逆らわない懐柔案を提案されたが拒否している）。
母の死以来、刃物を喧嘩に使用することを忌み嫌うようになった。
第8話では革命失敗後に嵐ヶ丘を去り、東京で3カ月間昼はアルバイトをして兄の弁護士依頼費用を稼ぐと共に、それが終わると仲間の家出娘たちと遊び歩く生活を続けていたことが語られていたが、ミズキが華組に彼女のことを連絡したため迎えに来たバラ、スミレと共に嵐ヶ丘へと戻る。
第9話でカイザーと兄の弁護士依頼費用肩代わりおよびカード（カイザーによるとヒナ＝ヌルから聞いたとのこと）の所有者特定を条件に卍と戦う契約をする（このことで仲間に「カイザーに屈した」との誤解を受ける）が、卍も自分と同じく悲しい過去を抱えていること（卍の項を参照）を知って戦意を失ってしまい、卍に「この喧嘩には大義が無い」「弱者同士が戦うのは無意味」と訴えかけるがその言葉は届かず一方的に攻撃され初敗北を喫する。
最終話で嵐ヶ丘を去るバラを木陰から見守った後、カイザーから嵐ヶ丘カードの所有者が卍の兄だと聞かされ戦いを仕掛けて倒すが事件の真相（卍の兄の項を参照）を聞き自分の兄も卍の兄も犯人ではないと知る。警察に兄の無実を証言することを聞いた後、嵐ヶ丘学園生徒会と荒地工業高校の決戦に乱入、説得での仲裁を試みる。事態の鎮静化には成功したものの卍がカイザーに爆弾入りバッグを投げたため身を挺して周囲の生徒たちを庇う。
その後、生まれ変わった学園に登校する姿が描かれ物語は終わる。
ヒナ→ヌル / 朝陽 日奈（）
演 - 岡部麟
第7話にて生徒たちの署名を持って帰宅する途中生徒会の意を受けた怪力ギガントコングに拉致され、署名と共に生徒会室に監禁される。
リリィーが助けに到着した時には、優遇を餌に生徒会側に寝返って親衛隊に加入していた。
第8話にて新・親衛隊 零番隊隊長ヌルとして、カイザー直々の命により全親衛隊の統率を任されることとなる。
親衛隊隊長就任後は口調がカイザーのような慇懃無礼なものに変わる。
リリィーの懸命な説得にも耳を貸さず最後までヌルとして活動するが最終話で転校していくバラを物陰から見守っていた。
バラ / 桑原 郁美（）
演 - 向井地美音
母の桑原 美子（）（演 - 菜月チョビ）は嵐が丘で手芸店を営んでいたが、第3話で放火されて全焼する。放火犯がツヴァイとわかると激昂して首を絞めたが、リリィーに制止される。
第9話ではネオスタンガンを撃たれた神崎ランド社長を身を挺して庇うとともに、直訴に成功する（これでオーナー命令が出された）。
最終話では前半で母とともに嵐ヶ丘を去ることになり、華組の仲間に見送られながら引っ越していった。
スミレ / 山本 菫（）
演 - 倉野尾成美
第5話で狂犬ジャックに出会い頭にナイフで腹部を刺され入院。
その後、第8話で復帰する。
最終話では華組の設立メンバーが自分しかいなくなった（ヒナは裏切りバラは転校、リリィーがカイザーに屈し卍に負けたと誤解）ため弱気になり華組解散を提案するが結局ワッペンを外す程度に収まっている。
ツバキ / 椿木 美海（）
演 - 髙橋彩音
華組には遅れて加入。
アヤメ / 野村 彩夢（）
演 - 山内瑞葵
華組には遅れて加入。

#### 生徒会
嵐ヶ丘学園を支配する選民集団。
「上を見るな、下を見ろ」というカイザーの言葉のもと、平民には下を向いて歩かせる他、正門を通行する際には通行税という名目で金銭を支払わせる、廊下の端を歩かせ中央は歩かせない、食堂では椅子に座らせずに立って飲食をさせるなど、数々の命令を強いている。
ただし生徒会内部の規律も厳しく、ヘマをしたり生徒会長の機嫌を損ねたりした親衛隊は顔に泥を塗られ、「ドブ」という平民以下の身分に落とされる。
生徒会室は学校の最上階（6階）にあり豪華な調度品が多数置かれている。
解散・再選挙させるためには過半数の生徒の署名かオーナー命令が必要（解散した場合生徒会長は再選挙に出馬できない。）。
最終話でオーナー命令により解散が決定、ビスマルクとムスケルが新生徒会長に立候補しているが映像ではそれが書かれた貼り紙の下が切れており他にも立候補者がいることが示唆されている。
呼称はいずれもドイツにちなんでいるが、親衛隊隊長に関しては、順番にドイツ語で隊長を務める数字の読み方に対応する（例:アインツ＝1＝1番隊隊長）。
カイザー / 神崎 亜蘭（）
演 - 本間日陽
3年生。神崎ランド（嵐が丘を開発、「ユートピア嵐ヶ丘」を作った企業。通称「Gグループ」）社長神崎 耕作（）（演 - 工藤俊作）の娘で学園を支配する生徒会長。
「カイザー」は、ドイツ語で「皇帝」を意味する派生語。
父やお抱え運転手のカマ爺 / 釜本 勲（）（演 - 越村公一）以外は誰に対しても慇懃無礼な口調で話す。
物腰は柔らかいが選民思想が特に強い他、性格も冷酷・残忍で自分に逆らった平民や見切りをつけた部下は容赦なく粛清し、自分に火の粉が降りかからない限りその手段も選ばない（過去に刺傷事件を起こした狂犬ジャックを刃物を使うのを承知の上で起用するなど）。
ツヴァイの回想によると、1年前は笑顔で理想を語る明るい性格だった模様。
当初はアインツと同性愛関係にあったが周囲には隠していたらしく、そのことに触れようとしたツヴァイを怒りに任せて折檻した上に1カ月教化室に送るよう命じた（周囲が驚いていたことからかなり重い処罰である模様）。
ワグネリアンであり、生徒会室でもワーグナーの作品を好んで鑑賞している。
父には後継者として期待されているが娘としての愛情をかけてもらったことは無く複雑な感情を抱いている。
最終話で父からのオーナー命令で生徒会の解散（自分の失脚を意味する）が決定、半ば自暴自棄になって荒地工業高校との決戦に臨むがリリィーの身を挺した仲裁により停戦（結末がぼかされている）。
- なお、演じた本間は役をAKB48新聞7月号の記事で「絶対王者」「完璧主義者」、Hulu配信のメイキングで「極悪人」「独裁者」と評している。

ビスマルク / 加藤 綾乃（）
演 - 荻野由佳
3年生。生徒会副会長。「ビスマルク」はドイツの政治家「オットー・フォン・ビスマルク」から、灰色の瞳を持つ（演じる荻野がカラーコンタクトレンズをつけている）。
カイザーに助言をしたりリリィーにぶつける男を推薦したりすることが多い補佐役。
ムスケル / 近藤 秀作（）
演 - 小柳友
3年生。書記長。
常に持ち歩くステッキと髭がトレードマーク、カイザーの威光を嵩に来た言動が多い腰巾着。
「ムスケル」はドイツ語で「筋肉」という意味。
アインツ / 葵 日向（）
演 - 加藤美南
2年生。一番隊隊長。金髪のツインテールが特徴（演じる加藤はこの作品のために髪を染めている。最初は作品のことを口にしなかったためファンに不思議がられたという）。
ツヴァイとドライの失脚後は全親衛隊員を率いるようになる。
当初はカイザーとは同性愛関係にあった他、絶対的な忠誠を誓っていた。
リリィー側についたツヴァイに「カイザー様の笑顔を取り戻さないか？」と離反を勧められ、その場では拒否したものの、ヒナの救出戦においてついに生徒会と訣別、その場で華組側につく。
第8話では正式に華組に加入していた。
喧嘩の心得はあるが、手錠をはめられたリリィー相手に次第に劣勢になり最後は敗れたところを見るとあまり強くはない様子。
なお、女性キャラでリリィーに倒された唯一の存在。
ツヴァイ / 菊池 知子（）
演 - 谷口めぐ
2年生。二番隊隊長。カイザーとアインツの関係に気づいており嫉妬（後に語っていることによると何においてもアインツが1番、自分が2番でありそれも嫉妬の一因）している。
リリィーを挑発するため死神ジョーの仕業に見せかけて独断でバラの母が営む手芸店に放火。
後にその時の写真をカイザーに垂れ込まれ（第7話でドライの仕業と発覚）、「親衛隊が生徒会の評判を失墜させかねない行為をした」として咎められた上に作戦失敗が重なりドブに落とされる。
また、その際カイザーとアインツの同性愛関係を喋ろうとしたため折檻を受けた上にさらに重い教化室送りとなる。
その後教化室で拘束されていたところを華組に助けられて生徒会を離反、華組側につきバラとも和解。
革命決起集会にも出席する（ただし離反の理由は「かつてのカイザーの笑顔を取り戻したいから」）。
第8話では正式に華組に加入していた。
リリィーではなく華組（ヒナ、バラ、スミレ）に倒された珍しい存在。
ドライ / 鮫島 明（）
演 - 落合モトキ
2年生。三番隊隊長。相次ぐ粛清失敗によりドブに落とされるが復権のチャンスを狙って暗躍、第7話で生徒会に反抗する華組や平民たちの動きを生徒会に写真付きで密告するとともに自ら調べた（手段は不明）リリィーの過去に関する情報の提供と引き換えに自身の復権を要求、親衛隊に復帰した。

#### 新・親衛隊
第8話にて新たに組織された親衛隊。零番隊隊長ヌルに関してはヒナを参照。ドライも三番隊隊長として参加している。
フィアー / 四谷 芽衣（）
演 - 山口真帆
2年生。四番隊隊長。
フュンフ / 五木 愛（）
演 - 村雲颯香
2年生。五番隊隊長。
ゼクス / 岡本 六郎（）
演 - 守屋光治
2年生。六番隊隊長。
ズィーベン / 君島 奈々子（）
演 - 太野彩香
2年生。七番隊隊長。
アハト / 八重樫 美紀（）
演 - 西村菜那子
2年生。八番隊隊長。
ノイン / 今野 九十九（）
演 - 髙橋真生
2年生。九番隊隊長。

#### その他
ラマン / 後白河 法子（）
演 - 横山由依
リリィーたちの担任教師で担当教科は化学（全学年担当）。通称「エロ先生」（本人も自覚があるのか面と向かって言われても気にしない）で、いつもスカート部分の短い白衣と網タイツを着用している。また、作中では岡部・山内・倉野尾演じる生徒らに助言を与えた後、倉野尾演じる生徒から「色々見えてますよ」と言われている辺り、足を組み直したりした際にスカート内が色々と見える模様。
第5話で華組に新しい生徒会の顧問に就任を要請されるが、それは断った上で写真部に入り部室を新しい生徒会室とするよう提案した。
実は以前写真部の顧問でその時受け持った生徒たちが革命を起こそうとして失敗したのを見ており、その時の生徒たちが残した物を華組に引き継がせるための提案だったことが後に判明している。
その後も華組の味方として陰ながら協力をしており、第9話では学園オーナー（カイザーの父）にカイザーの悪政を訴え解散命令を出してもらう方法を提示したり、全学年での化学の先生である利点を利用して署名を集めたりしている。
舞台マジむりでは数人相手に鞄を利用しつつも戦いながら、かつて喧嘩にあけくれて居たヤンキーであり、制服のスカートに百合の花の刺繍をした人物に憧れていた事を語っており、数人相手に勝てる辺り、喧嘩の実力も健在である様子が書かれた。
コータロー / 田村 光太郎（）
演 - 草野大成
リリィーたちのクラスメイト。
リリィーと華組の主張に賛同してはいるが、魔人G事件の際は恐怖から生徒会に従おうとし、事件解決後は再度華組につくが、ヒナ救出戦で生徒会に名誉選民の地位をちらつかされると、あっさり篭絡されるなど日和見主義的な性格。
第8話以降では名誉選民として平民を取り締まる生徒会の手先となっている。

### 荒地工業高校
嵐ヶ丘の下に広がる平地、「荒地（第9話で通称ではなく地名と判明。徒歩で嵐ヶ丘に行き来する道は「地獄坂」と呼ばれる一本のみ）」にある不良校（通称も「荒地」。嵐ヶ丘からは見下されているがこちらは逆に嵐ヶ丘を憎んでいる。）。
カバが番長として生徒たちを束ね一応の平穏状態ではあったが、リリィーに負けたことで次期番長を狙っての抗争が勃発、学校中が内戦状態になり、喧嘩が絶えなくなる。
第8話で卍が抗争を制しリーダーになると共に、嵐ヶ丘への侵攻を宣言する。第9話で宣戦布告、最終話で嵐ヶ丘学園生徒会と全面戦争になるがリリィーの捨て身の仲裁により停戦（描写はぼかされている。）。
卍 / 松本 聖子（）
演 - 瀧野由美子
荒地工業高校のリーダーでリリィーの最大の敵となる。
2年生。「凄い」「面白い」などの意味で発する「マジ卍」が口癖。
実家は町工場（現在は住居部分に兄と二人暮らし）を営んでいたが、ユートピア嵐ヶ丘ができたことでの経営難を苦に父親が自殺。
そのため嵐ヶ丘を強く憎んでいる。
初登場の第4話時点ではまだリーダーではなく、学校を制するためにガラケー・ハカセと手を組む。
第5話で初めてリリィーと対面、相互協力関係構築を持ちかけるが断られる。
第8話でリーダーの地位に就く。
第9話で嵐ヶ丘学園に宣戦布告後、リリィーと激突。喧嘩に大義が無いため攻撃しないリリィーを一方的に打ちのめす。
最終話で嵐ヶ丘学園生徒会との全面戦争となり、駆け付けたリリィーに争いを止めるよう仲裁されるが最後まで従わず爆弾入りバッグをカイザーに向けて投げつける。
ガラケー / 河本 智（）
演 - 城恵理子
1年生。演者は女性だが性別は男（AKB48新聞7月号の記事による）。
カバの弟。卍と仲が良くハカセを引き入れて3人でグループを結成する。
第9話で神崎ランド社長に対し改造トランペットでネオスタンガンを射出するよう卍から命を受けて潜入・実行するが失敗。
自らもリリィーとミズキに捕まるがスタンリングで怯ませて逃走。
ハカセ / 小林 礼央（）
演 - 雨野宮将明
1年生。実家が小さな工場だから工業高校に入っただけで不良ではない。
ガラケーに頭の良さを買われ、卍とガラケーと共にグループを結成。
発明が得意で、護身用に相手に電流を流す（スタンガンと同じ原理）指輪・スタンリングを作って身に着けていた他、それを応用して電極を相手に飛ばす銃も開発しており、狂犬ジャックを撃退している。
第9話では従来の10倍の電流を流せるネオスタンガンを開発。
松本 洋次（）
演 - 遠藤雄弥
卍の兄。第9話で卍と戦うため自宅にやって来たリリィーを友人と誤解、自分たちの過去を話す。
最終話で母を殺した犯人として復讐に来たリリィーに対し以前リリィーの兄と共に「運び屋」をやっていたがリリィーの兄が母の説得で抜けようとしたために自宅を他の運び屋メンバーと共に襲撃、メンバーにリリィーの母が殺されるが自分（現場にいてカードを落としただけ）とリリィーの兄（その場にいなかった）は無関係だったことを話し警察に証言すると約束した。

### 東京
第8話でリリィーが嵐ヶ丘を去った後、一緒に過ごしていた家出娘たち。
リリィーの素性について疑問を抱いてはいるが質問してもはぐらかされるためよく知らない。
ミズキ / 春本 瑞季（）
演 - 松岡はな
リリィーが漫画喫茶で使っていたパソコンから「HANAGUMI」のアカウントのSNSを発見、華組にリリィーの居場所を連絡する。
それがきっかけとなりリリィーは嵐ヶ丘に戻ることになる。
第9話では自分もリリィーを追って嵐ヶ丘に来訪、華組加入を希望する。明確な加入描写はないが最終話では華組と共に行動していた。
カスミ / 中越 香澄（）
演 - 小畑優奈

リラ / 夏木 リラ（）
演 - 山本彩加

### 純喫茶「アイラブユー｣
放課後の華組の溜まり場で、華組いわく「秘密基地」。
定番注文メニューはヒナがミックスジュース、バラがメロンソーダ、スミレがミルク、リリィーがブレンドコーヒー（ブラック）。
リン / 林 文琴（）
演 - 馬嘉伶
アルバイト店員。台湾からの留学生。髪型は毎回違う。片言の日本語で話す。
マスター / 五十嵐 正也（）
演 - でんでん

### 史上最強の男たち
カバ / 河本 一馬（）
演 - 城戸康裕
荒地工業高校の不良たちを束ねる番長。「カバ」の呼称は地上最強の哺乳類であることやベジタリアンであることなどから。
嵐ヶ丘学園生徒会に雇われヒナを人質にリリィーを呼び出し戦うが手下もろとも敗北し番長の地位も失ってしまう。
死神ジョー / 影山 武（）
演 - 鈴木貴之
荒地工業高校の生徒（停学中）。ARECHIGYMに所属していたプロのキックボクサー志望。
カバと同じく嵐ヶ丘学園生徒会に雇われリリィーと戦う。
雷残丸 / 雷残丸 豊（）
演 - 把瑠都
留学生。嵐ヶ丘学園相撲部のホープで、数々の大会で優勝してきた。
平民で、ツヴァイにGグループからの相撲部援助打ち切りをちらつかされ、不本意ながらも覆面をつけた「魔人G」として反抗的な平民を襲っていたが、リリィーと華組に正体を見破られ、リリィーに敗れる。
狂犬ジャック / 犬山 慎一（）
演 - 廣瀬智紀
ナイフ使い（刃物を人間に対し躊躇せず使えるだけで扱いに習熟しているわけではない）。
元々は先代の生徒会長の部下の親衛隊で、かつて革命を試み決起集会を開催しようとした平民を刺して集会開催を失敗させたが、刃物の使用を咎められドブに落とされていた。
カイザーに呼び出されてリリィーと平民の粛清を命じられ、まずは以前と同じく革命決起集会を開こうとしたスミレを出合い頭に躊躇いもせず刺す（本人によると最初からリリィーを襲わなかった理由は「『次は自分かも』と平民に恐怖を与えられるから」）。
その後リリィーを襲うが過去の経験（リリィーの項を参照）から「喧嘩に刃物はご法度。使ったら殺し合いになる」と怒りに燃える彼女に敗北（リリィーはスミレの件と忌み嫌う刃物の使用をきっかけに華組に加入するので、他の史上最強の男たちとは違い単なるやられ役ではなく物語のキーパーソンと言える）。
直後に駆け付けた卍とガラケーとハカセを攻撃しようとするも返り討ちにあってしまう。
その後は生徒会において「連絡がとれなくなった」との描写があるのみでどうなったかは不明。
なお、攻撃は全てナイフに依存しておりリリィーの攻撃には全く対処できなかった。
また、本人は粛清成功により自分が親衛隊に復権できると考えていたが、カイザーにその気があったかは不明。
怪力ギガントコング / 板谷 鉄男（）
演 - 坂口征夫
第6話から登場。名前通りの巨体と怪力の持ち主。
かつて荒地を血に染めた男で数百人の兵士に匹敵すると言われたが、仲間の死によって血を憎むようになった。
生徒会によって華組の革命阻止の次なる相手とされるが、交渉は難航する。
しかしある時、路上で子猫の死体を拾い上げているところに偶然通りかかったカイザーが「華組の仕業だ。嵐ヶ丘でも同じような事件が頻発している」「華組は血を欲し、戦争を起こそうとしている」と嘘を並べ立て、雇用に成功する。
第7話では新生徒会設置の署名を持って帰宅中のヒナを拉致、生徒会室に監禁した後、ヒナを救出に来たリリィー、アインツ、ツヴァイと生徒会室前で最後の障壁として交戦。
3人の攻撃をものともせず圧倒するが、リリィーにネックハンギングを仕掛けた隙を突かれ腕を極められてしまったことで形勢逆転、敗れ去る。

## 放送・配信日程
| 話数   | 放送日         | 配信日         | サブタイトル                    | 脚本 | 演出 |
| ------ | -------------- | -------------- | ------------------------------- | ---- | ---- |
| 第1話  | 2018年 7月26日 | 2018年 7月26日 | 嵐ヶ丘に百合が咲く              |      |      |
| 第2話  | 8月2日         | 7月26日        | 荒地のカバ                      |      |      |
| 第3話  | 8月9日         | 8月2日         | 華組参上!                       |      |      |
| 第4話  | 8月16日        | 8月 9日        | 魔人Gと女剣士                   |      |      |
| 第5話  | 8月23日        | 8月16日        | 革命を起こそうとする同志諸君へ! |      |      |
| 第6話  | 8月30日        | 8月23日        | 涙の決起集会                    |      |      |
| 第7話  | 9月6日         | 8月30日        | 革命の行事                      |      |      |
| 第8話  | 9月13日        | 9月6日         | 東京の空は見えない              |      |      |
| 第9話  | 9月20日        | 9月13日        | リリィーが負けた日              |      |      |
| 最終話 | 9月27日        | 9月20日        | 嵐ヶ丘に花が散る                |      |      |

セルフメイキング
1. りんりんカメラ（岡部麟）
2. なるカメラ（倉野尾成美）
3. かとみなカメラ（加藤美南）
4. ゆいゆいカメラ（小栗有以）
5. ひなたんカメラ（本間日陽）
6. みーおんカメラ（向井地美音）
7. おめぐカメラ（谷口めぐ）
8. おぎゆかカメラ（荻野由佳）
9. ゆみりんカメラ（瀧野由美子）
10. 最終回SP

## ネット局・ネット配信
放送局
| 放送地域   | 放送局     | 系列           | 放映期間                | 放送曜日・放送時間               | 備考       |
| ---------- | ---------- | -------------- | ----------------------- | -------------------------------- | ---------- |
| 関東広域圏 | 日本テレビ | 日本テレビ系列 | 2018年7月26日 - 9月27日 | 木曜日 0:59 - 1:29（水曜日深夜） | 制作局     |
| 広島県     | 広島テレビ | 日本テレビ系列 | 2018年8月6日 - 10月29日 | 月曜日1:25 - 1:55（日曜日深夜）  | 遅れネット |

インターネット配信
| 配信サイト | 配信期間                                | 更新日時           | 備考                   |
| ---------- | --------------------------------------- | ------------------ | ---------------------- |
| Hulu       | 2018年7月26日 - 9月20日 （第1・2話 - ） | 地上波放送終了直後 | 日本テレビより先行配信 |

## 関連商品
レーベルはバップ。
| リリース日     | タイトル                            | 規格品番   | 形態                          | 封入特典 | 収録映像 |
| -------------- | ----------------------------------- | ---------- | ----------------------------- | --- | --- |
| 2018年12月21日 | マジムリ学園 DVD-BOX                | VPBX-14766 | 通常版                        | ブックレット (16P) プレシャス生写真3枚                                                                                              | 全放送 Making of マジムリ学園 嵐ヶ丘高校座談会 ALLメンバーがカメラに向かって「放課後告白」 Huluオリジナル「セルフメイキング“マジムリカメラ”」特別収録 |
| 2018年12月21日 | マジムリ学園 Blu-ray-BOX            | VPXX-71657 | 通常版                        | ブックレット (16P) プレシャス生写真3枚                                                                                              | 全放送 Making of マジムリ学園 嵐ヶ丘高校座談会 ALLメンバーがカメラに向かって「放課後告白」 Huluオリジナル「セルフメイキング“マジムリカメラ”」特別収録 |
| 2018年12月21日 | マジムリ学園 スペシャル DVD-BOX     | VPBP-14119 | AKB48オフィシャルショップ限定 | 豪華ブックレット (60P) フォトブックレット (90P) キャラクター生写真5枚（全22種） オフショット生写真5枚（全22種） 学生証2枚（全22種） | 全放送 Making of マジムリ学園 嵐ヶ丘高校座談会 ALLメンバーがカメラに向かって「放課後告白」 Huluオリジナル「セルフメイキング“マジムリカメラ”」特別収録 |
| 2018年12月21日 | マジムリ学園 スペシャル Blu-ray-BOX | VPXP-71662 | AKB48オフィシャルショップ限定 | 豪華ブックレット (60P) フォトブックレット (90P) キャラクター生写真5枚（全22種） オフショット生写真5枚（全22種） 学生証2枚（全22種） | 全放送 Making of マジムリ学園 嵐ヶ丘高校座談会 ALLメンバーがカメラに向かって「放課後告白」 Huluオリジナル「セルフメイキング“マジムリカメラ”」特別収録 |

## スタッフ
- 企画・原作：秋元康
- 脚本：丸尾丸一郎（劇団鹿殺し）
- 制作：八木元
- 企画プロデュース：植野浩之
- 総監督：佐藤東弥
- プロデューサー：佐藤東弥、山王丸和恵、田中咲紀
- 音楽：牧戸太郎
- 主題歌 - AKB48「百合を咲かせるか?」（You, Be Cool! / KING RECORDS）
- 制作プロダクション：イメージフィールド
- 企画制作：日本テレビ
- 製作著作：「マジムリ学園」製作委員会

## 舞台

### 舞台版「マジムリ学園」
テレビドラマ『マジムリ学園』を舞台化した舞台版「マジムリ学園」が、2018年10月19日から10月28日まで日本青年館ホールで上演された。ドラマと同じリリィー役の小栗有以、舞台版オリジナルキャラクターであるネロ役の岡田奈々によるW主演作品となり、ドラマで描かれた世界のアナザーストーリーが展開された（話の流れや人物設定が一部違う。）。毎公演ミニライブとアフタートークが行われた。後に10月26日14時公演がDVD化された。
キャスト（舞台版）
- リリィー（清水小百合）- 小栗有以[6]
- ネロ（北条沙織） -  岡田奈々[6]
- ヒナ（朝陽日奈） - 岡部麟[6]
- バラ（桑原郁実） - 向井地美音[6]
- スミレ（山本菫） - 倉野尾成美[6]
- アヤメ（野村彩夢） - 山内瑞葵[6]
- ツバキ（椿木未海） - 髙橋彩音[6]
- 林ちゃん（林文琴） - 馬嘉伶[6]
- クインビー（蜂村陽子） - 武藤十夢[6]
- ゾンビ（大島光） - 福岡聖菜[6]
- ドラゴン（龍岡道代） - 岩立沙穂[6]
- ハイエナ（走井真琴） - 佐々木優佳里[6]
- 赤犬（仮面の女） - 太田奈緒[6]
- ツヴァイ（菊池知子） - 谷口めぐ[6]
- タウゼント（美山千里） - 小田えりな[6]
- フンダート（桜木百果） - 神志那結衣[6]
- ラマン（後白河法子） - 横山由依[6]（尚、横山は小栗演じるリリィーの過去が語られる際の母親役もやっている）

ゲスト
- 10月19日：瀧野由美子
- 10月20日13時公演：松岡はな
- 10月20日18時公演：田中美久
- 10月22日：本間日陽、込山榛香
- 10月23日：西潟茉莉奈、久保怜音、佐藤栞
- 10月24日：太田夢莉、加藤美南
- 10月25日：城恵理子、荻野由佳、村山彩希
- 10月26日14時公演：須田亜香里、大西桃香
- 10月26日18時30分公演：大場美奈、坂口渚沙、運上弘菜
- 10月27日13時公演：小嶋真子
- 10月27日18時公演：石田千穂
- 10月28日：矢作萌夏

アンサンブル
- 小川鈴花
- 齋藤智美
- 月見心
- 船橋来菜
- 矢尻真温

### 舞台「マジムリ学園 蕾-RAI-」
2021年3月27日 - 4月4日、天王洲 銀河劇場において上演された。前作に続き小栗有以が主演を務める。舞台「マジムリ学園」の2年後の世界を描く。
キャスト
- リリィー（清水小百合） - 小栗有以[8][9]
- サクラ（南咲良） - 坂口渚沙[9]
- アオイ（吉野葵） - 吉川七瀬[9]
- ツバキ（椿木未海） - 髙橋彩音[9]
- カリン（真中花梨） - 坂川陽香 （3/28昼、3/31昼、4/2昼、4/3夜）、長谷川百々花[注 2]（3/28夜、3/31夜、4/2夜、4/3夜、4/4昼）、徳永羚海（3/27夜、3/30、4/1、4/3昼） - トリプルキャスト[9]
- ヒナ / ヌル（朝陽日奈） - 岡部麟[8][9]
- タウゼント（美山千里） - 小田えりな[9]
- アドラー（鷲尾美紀） - 永野芹佳[9]
- ファルケ（鷹野芳子） - 濵咲友菜[9]
- スミレ / 夜叉（山本菫） - 倉野尾成美[8][9]
- 般若（里崎愛流） - 横山結衣[9]
- 邪鬼（氷川涼子） - 鈴木優香[9]
- 羅刹（五味玲菜） - 清水麻璃亜[9]
- ハレンチ先生（坂本郁美） - 行天優莉奈[9]

アンサンブル
- 高岡薫
- 服部有菜
- 宮里莉羅
- 奥原妃奈子
- 左伴彩佳

ゲスト
- 3月27日13時公演：立仙愛理、歌田初夏
- 3月27日18時公演：下尾みう
- 3月28日13時公演：橋本陽菜
- 3月28日18時公演：佐藤朱
- 3月30日：武藤十夢
- 3月31日13時公演：向井地美音
- 3月31日18時公演：岡田奈々
- 4月1日：村山彩希
- 4月2日13時30分公演：平野ひかる、髙橋彩香
- 4月2日18時30分公演：山田杏華、藤園麗
- 4月3日13時公演：尾上美月、蒲地志奈
- 4月3日18時公演：福留光帆、川原美咲
- 4月4日：大西桃香

スタッフ
- 原作：秋元康
- 脚本：丸尾丸一郎（劇団鹿殺し）、米山和仁（劇団ホチキス）
- 演出：丸尾丸一郎（劇団鹿殺し）

### 舞台「マジムリ学園-LOUDNESS-」
2021年8月20日 - 8月29日、品川プリンスホテル ステラボールにおいて上演される。岡田奈々・岡部麟・村山彩希のトリプル主演。舞台「マジムリ学園」の2年後の夏の物語。
キャスト
- ネロ（北条沙織） - 岡田奈々
- ヌル（朝陽日奈） - 岡部麟
- ケーニッヒ - 村山彩希

<荒地工業高校>
- バラ（桑原郁実） - 向井地美音
- クインビー（蜂村陽子） - 武藤十夢[注 3]
- ゾンビ（大島光） - 福岡聖菜
- クロウ - 茂木忍
- ドラゴン（龍岡道代） - 岩立沙穂
- ハイエナ（走井真琴） - 佐々木優佳里

<嵐ヶ丘学園生徒会>
- タウゼント（美山千里） - 小田えりな
- イーリス（野村彩夢） - 山内瑞葵
- シュナーベル - 下尾みう
- エルガー - 千葉恵里
- リヒト - 北澤早紀[注 4]
- シャッテン - 西川怜

アンサンブル
- 長友彩海
- 稲垣香織
- 黒須遥香
- 多田京加
- 佐藤妃星[注 5]

日替わりゲスト
- 8月20日18時公演：永野芹佳[注 6]
- 8月21日13時公演：大西桃香
- 8月21日18時公演：大盛真歩
- 8月22日13時公演：吉橋柚花[注 7]
- 8月22日18時公演：横山由依
- 8月24日13時公演：小栗有以
- 8月25日13時公演：倉野尾成美
- 8月25日18時公演：久保怜音[注 8]、浅井七海、山根涼羽
- 8月26日18時公演：小栗有以
- 8月27日18時公演：髙橋彩音、吉川七瀬、行天優莉奈
- 8月28日13時公演：宮崎美穂、大家志津香
- 8月28日18時公演：込山榛香、安田叶
- 8月29日13時公演：加藤玲奈、鈴木くるみ
- 8月29日18時公演：川原美咲[注 9]、藤園麗

スタッフ
- 原作：秋元康
- 脚本：丸尾丸一郎（劇団鹿殺し） / 米山和仁（劇団ホチキス）
- 演出：丸尾丸一郎（劇団鹿殺し）
- 演出補：長谷川景
- 音楽：伊真吾（OVERCOME MUSIC）
- 振付：伊藤今人（梅棒）
- アクション：加藤学
- 制作：ポリゴンマジック

主催：舞台「マジムリ学園LOUDNESS」製作委員会